# Hydrellia nobilis
Hydrellia nobilis är en tvåvingeart som först beskrevs av Friedrich Hermann Loew 1862.  Hydrellia nobilis ingår i släktet Hydrellia och familjen vattenflugor. Inga underarter finns listade i Catalogue of Life.